# Stilobezzia navaiae
Stilobezzia navaiae är en tvåvingeart som beskrevs av Wirth och Eileen D. Grogan 1981. Stilobezzia navaiae ingår i släktet Stilobezzia och familjen svidknott. Inga underarter finns listade i Catalogue of Life.